# Mazandaranische Sprache
Mazandaranisch, mazandaranische Sprache, Masanderanisch oder Mazandarani (mazandaranisch: مازرونی زبون māzerūnī zabūn), auch Tabari (طبری), ist eine kaspische Sprache innerhalb der nordwestiranischen Sprachen, die in der Provinz Mazandaran im Nordwesten Irans von den Mazandaranern gesprochen wird. Mit dem südwestiranischen Persischen ist Mazanderanisch nur mittelbar verwandt. Beide Sprachen sind gegenseitig nicht verständlich.
Gemäß Ethnologue gab es 1993 mehr als 3 Millionen Muttersprachler des Mazanderanischen. Die Sprache kann in die Dialekte Mazanderani und Gorgani unterteilt werden; eventuell auch Qadikolahi (Ghadikolahi) und Palani.
Unter den lebenden iranischen Sprachen hat Mazanderanisch eine der ältesten geschriebenen Traditionen, vom 10. bis 15. Jahrhundert. Die reiche Literatur in dieser Sprache enthält Bücher wie Marzban Nameh (später in das Persische übersetzt) und die Dichtungen von Amir Pazevari. Die Verwendung von Mazanderanisch geht allerdings zurück. Die Bedeutung für Literatur und Verwaltung ging ans Persische verloren, lange bevor die Provinz Mazandaran in die nationale Verwaltung des frühen 17. Jahrhunderts integriert wurde. Der größte Teil der Bevölkerung in der Provinz ist heute zweisprachig.

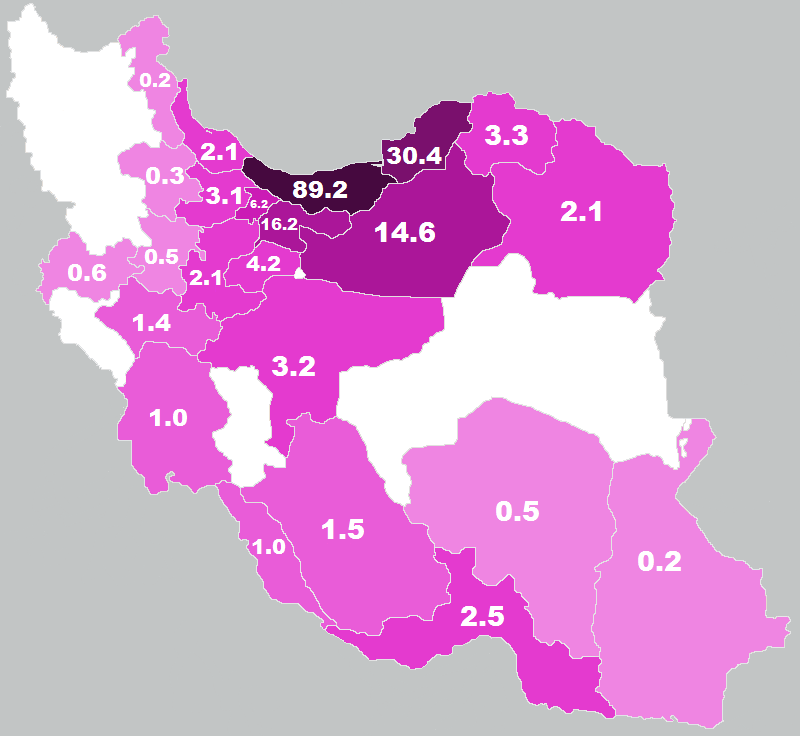
Masanderanisch-sprechender Bevölkerungsanteil nach Provinzen im Iran (2010)

Die mazanderanische Sprache ist eng mit Gilaki verwandt. Beide Sprachen haben ein ähnliches Vokabular. Bemerkenswert ist, dass die Sprache nicht unter den Einfluss von anderen Sprachen wie Arabisch oder Türkisch geraten ist.
Mazanderanisch verwendet die persische Variante des arabischen Alphabetes. Seit 2006 gibt es eine Mazanderanische Wikipedia.